# Amtsgericht Torgau

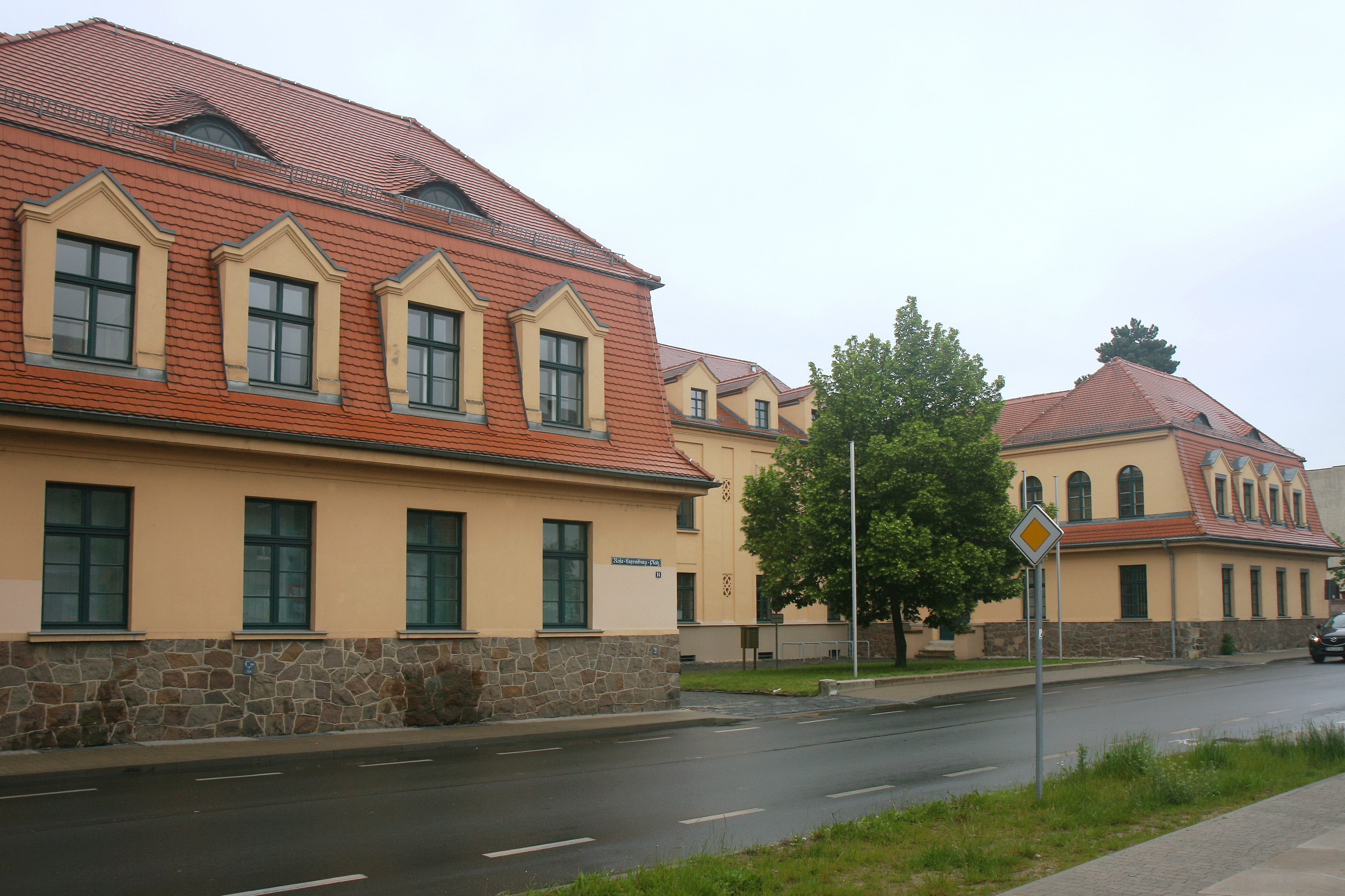
Gerichtsgebäude (2019)

Das Amtsgericht Torgau ist ein Gericht der ordentlichen Gerichtsbarkeit und eines von insgesamt 25 Amtsgerichten im Freistaat Sachsen.

## Gerichtssitz und -bezirk
Der Gerichtsbezirk des Amtsgerichtes Torgau umfasst alle Gemeinden des ehemaligen Landkreises Torgau-Oschatz. Das Gericht hat seinen Sitz in Torgau, Rosa-Luxemburg-Platz 14. Es bestehen zehn Richterplanstellen.

## Organisation
Bei dem Amtsgericht Torgau ist (aufgrund der großen JVA vor Ort) eine auswärtige Strafvollstreckungskammer des Landgerichtes Leipzig eingerichtet. Das Amtsgericht Torgau war das sächsische Binnenschifffahrtsgericht. Dieses ist jedoch mittlerweile das Amtsgericht Dresden. Seit 2020 besteht neu eine ermittlungsrichterliche Zuständigkeit. Dem Amtsgericht Torgau ist das Landgericht Leipzig unmittelbar übergeordnet. Zuständiges Oberlandesgericht ist das Oberlandesgericht Dresden.

## Geschichte
Von 1849 bis 1879 bestand in Torgau das Kreisgericht Torgau. Im Rahmen der Reichsjustizgesetze wurden reichsweit einheitlich Oberlandes-, Land- und Amtsgerichte gebildet. Das königlich preußische Amtsgericht Torgau wurde mit Wirkung zum 1. Oktober 1879 als eines von 16 Amtsgerichten im Bezirk des Landgerichtes Torgau im Bezirk des Oberlandesgerichtes Naumburg gebildet. Der Sitz des Gerichtes war die Stadt Torgau. Sein Gerichtsbezirk umfasste den Landkreis Torgau außer den Teilen, die den Amtsgerichten Belgern, Dommitzsch und Prettin zugeordnet waren. Am Gericht bestanden 1880 drei Richterstellen. Das Amtsgericht war damit ein großes Amtsgericht im Landgerichtsbezirk. Gerichtstage wurden in Schildau gehalten. Es war auch Elbzollgericht. Im Zweiten Weltkrieg wurden das Amtsgericht Prettin 1943 zunächst zu einer Zweigstelle des Amtsgerichtes Torgau herabgestuft und 1945 aufgelöst.
Im Jahre 1952 wurden in der DDR die Amtsgerichte aufgehoben und durch Kreisgerichte ersetzt. Torgau kam zum Kreis Torgau, entsprechend entstand das Kreisgericht Torgau im Bezirk des Bezirksgerichtes Leipzig. Nach dem Zusammenbruch der DDR wurde mit dem Gesetz über die Organisation der Gerichte im Freistaat Sachsen vom 30. Juni 1992 eine neue Gerichtsorganisation eingeführt. Damit wurde das Amtsgericht Torgau neu eingerichtet. Im Rahmen der sächsischen Verwaltungs- und Justizreform 2012 hat das Amtsgericht Torgau nach der Schließung des Amtsgerichts Oschatz zum 31. Dezember 2012 eine Zweigstelle in Oschatz errichtet. Diese hat ihren Sitz in Oschatz, Brüderstraße 5.

## Gerichtsgebäude
Das Amtsgericht ist im ehemaligen Kreishaus (Rosa-Luxemburg-Platz 14) untergebracht. Das Gebäude aus dem dritten Viertel des 19. Jahrhunderts steht unter Denkmalschutz.